# Eta Boeriu
Eta Boeriu (nata Margareta Caranica; Turda, 25 febbraio 1923 – Cluj-Napoca, 13 novembre 1984) è stata una scrittrice, poetessa e traduttrice rumena.

## Biografia
Eta Boeriu (il cui nome da nubile era Margareta Caranica) era figlia di Ioan Caranica, insegnante di musica, direttore d'orchestra e compositore, nipote (da parte di madre) del pittore Pericle Capidan e dell'etnografo Theodor Capidan, nonché sorella del poeta Nicu Caranica.
Nel 1945 ha conseguito la laurea in Lettere e Filosofia all'Università di Cluj-Sibiu, e ha fatto parte del Circolo letterario di Sibiu.
È considerata la più importante traduttrice dalla lingua italiana a quella rumena di tutti i tempi.

## Opere

### Poesie
- Ce vânăt crâng, 1971
- Dezordine de umbre, 1973
- Risipă de iubire, 1976
- Miere de întuneric, 1980
- La capătul meu de înserare, pubbl. post., 1985
- Din pragul frigului statornic, antologia poetica, 1999

### Traduzioni di opere letterarie italiane
- Giovanni Boccaccio, Decameron, 1957
- Cesare Pavese, Il compagno, 1960
- Giovanni Verga, Mastro-don Gesualdo, 1964
- Alberto Moravia, Gli indifferenti, 1965
- Dante Alighieri, La Divina Commedia, 1965
- Baldassarre Castiglione, Il Cortegiano, 1967
- Elio Vittorini, Erica e i suoi fratelli, 1970
- Francesco Petrarca, Rime, 1970
- Francesco Petrarca, Il Canzoniere di messer Francesco Petrarca, 1974
- Michelangelo Buonarroti, Rime, 1975
- Comedia Renașterii italiene ("La commedia del Rinascimento italiano"), antologia; prefazione, traduzione e note di Eta Boeriu, 1979
- Antologia poeziei italiene. Secolele XIII-XIX ("Antologia della poesia italiana. Secoli XIII-XIX"), 1980
- Giacomo Leopardi, Canti – Cînturi, 1981
- Trinacria: Poeți sicilieni contemporani ("Trinacria. Poeti siciliani contemporanei"), 1984

## Premi e riconoscimenti
- Premio dell'Unione degli Scrittori di Romania (1966, 1974, 1980)
- Medaglia d'oro della Città di Firenze e dell'Unione Fiorentina per la traduzione di Dante (1970)
- Medaglia d'oro della Fondazione Cini, Premio «Città di Monselice» per una traduzione letteraria[1] (1974)
- Premio "La Fleur de Laure" del Centro Internazionale di Studi su Petrarca, Fontaine-de-Vaucluse, Francia (1978)
- Titolo di Cavaliere Ufficiale dell'Ordine al merito della Repubblica Italiana, per l'intera sua carriera (1979)
- Premio "Incontri fra i popoli del Mediterraneo", Mazara del Vallo (1984)